# أزمة العملة

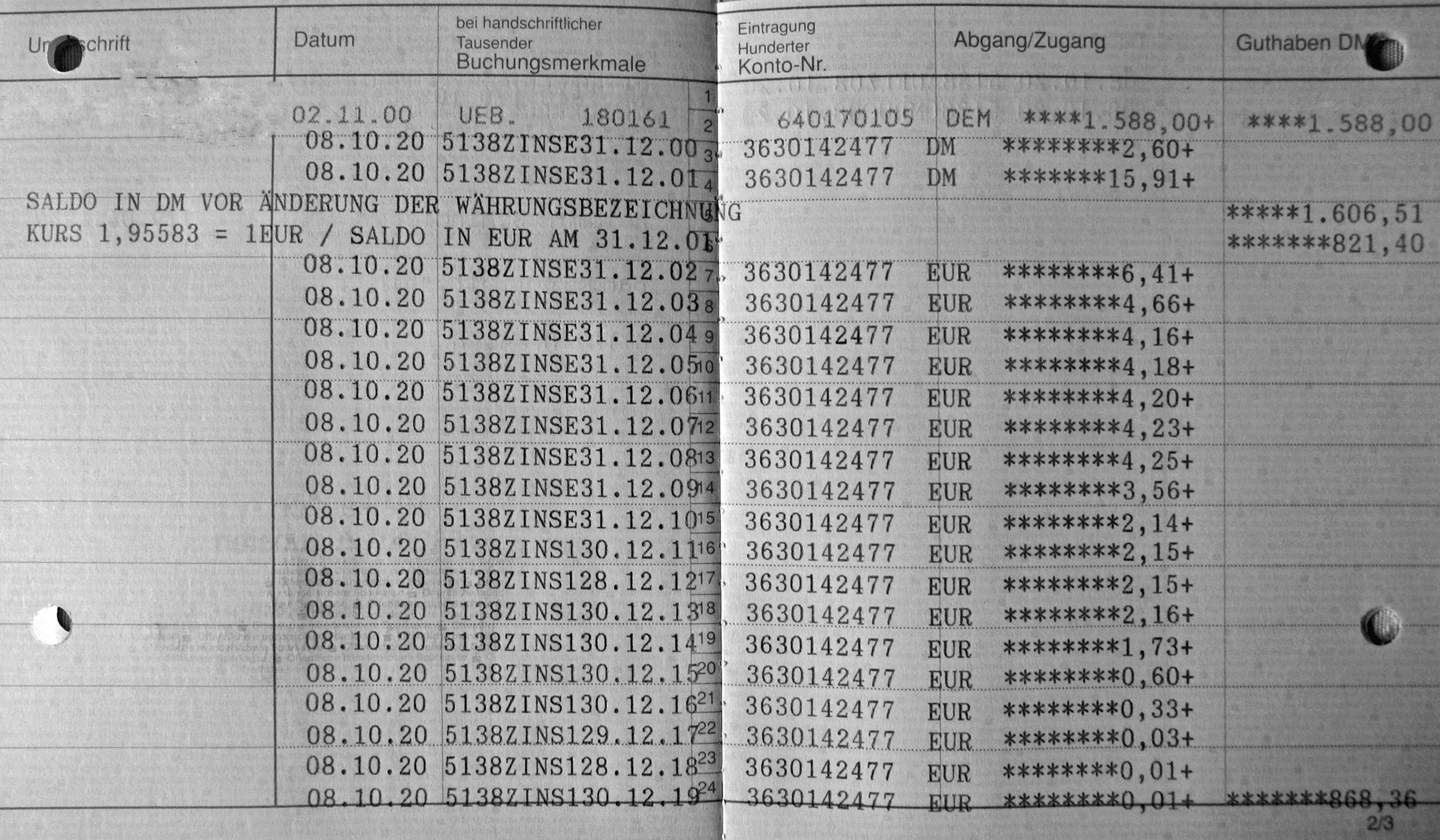
تطور أسعار الفائدة في حساب التوفير لإحدى المؤسسات المصرفية في ألمانيا

أن أزمة العملة هي حالة حديث يوجد فيها شك خطير فيما إذا كان لدى البنك المركزي في بلد ما احتياطيات كافية من النقد الأجنبي للحفاظ على سعر الصرف الثابت للبلاد. غالبًا ما تكون الأزمة مصحوبة بهجوم المضاربة في سوق النقد الأجنبي. تنتج أزمة العملة بسبب عجز مزمن في ميزان المدفوعات، وبالتالي فإنها تسمى أيضًا أزمة ميزان المدفوعات . وكثيرًا ما تبلغ مثل هذه الأزمة ذروتها بخفض قيمة العملة.
تعتبر أزمة العملة نوع من الأزمات المالية، وكثيرا ما ترتبط بأزمة اقتصادية حقيقية. وتثير أزمة العملة احتمالات اندلاع أزمة مصرفية أو أزمة التخلف عن سداد الديون. وسترتفع قيمة الديون المقومة بالعملات الأجنبية أثناء أزمة العملة بشكل كبير نسبة إلى انخفاض قيمة العملة المحلية. وستكافح المؤسسات المالية والحكومة من أجل الوفاء بالتزامات الديون، وقد تنشأ أزمة اقتصادية. كما تسير الرابطة السببية الطريق الآخر. إن إحتمال اندلاع أزمة عملة ما قد ترتفع عندما تواجه دولة ما أزمة مصرفية أو تخلف عن سداد ديونها. ولتعويض الضرر الناجم عن أزمة مصرفية أو أزمة تخلف عن سداد الديون، فإن البنك المركزي سوف يعمل غالباً على زيادة إصدار العملة، مما قد يقلل الاحتياطيات إلى نقطة ينخفض فيها سعر الصرف الثابت. يزيد الارتباط بين العملة والمصارف وأزمة التخلف عن سداد الديون يزيد من احتمال وقوع أزمة مزدوجة أو حتى أزمة ثلاثية، وهي النتائج التي يتم من خلالها زيادة التكاليف الاقتصادية لكل أزمة فردية.يزيد الارتباط بين أزمات العملة والأزمة المصرفية وأزمة التخلف عن سداد الديون يزيد من احتمال وقوع أزمة مزدوجة أو حتى أزمة ثلاثية
قد تكون أزمات العملة مدمرة بشكل خاص للاقتصادات المفتوحة الصغيرة أو الأكبر، ولكنها ليست مستقرة بالقدر الكافي. وكثيرًا ما تؤدي الحكومات دورا في تأمين هذه الهجمات بتلبية الطلب الزائد على عملة معينة وذلك باستخدام احتياطيات البلد من العملة أو احتياطياته الأجنبية (تكون عادةً بالدولار الأمريكي أو اليورو أو الجنيه الإسترليني). وتتكبد أزمات العملة تكاليف ضخمة قابلة للقياس على أي اقتصاد، ولكن القدرة على التنبؤ بتوقيت وحجم الأزمات محدودة من خلال فهم نظري للتفاعلات المعقدة بين أساسيات الاقتصاد الكلي وتوقعات المستثمرين وسياسة الحكومة  وقد تخلف أزمة العملة أيضاً عواقب سياسية على أولئك الذين هم في السلطة. ومن المرجح حدوث تغيير في رئيس الحكومة وتغيير في وزير المالية و/أو محافظ البنك المركزي بعد زمة العملة.
تعتبر أزمة العملة عادةً جزءاً من أزمة مالية. وعلى سبيل المثال، في عام 1998 عرف كامينسكي وآخرون أزمات العملة على أنها عندما يتجاوز المتوسط المرجح في نسبة الانخفاض في سعر الصرف والانخفاضات الشهرية بأكثر من ثلاثة انحرافات معيارية. ويعرف كلًا من فرانكل وروز عام 1996 أزمة العملة باعتبارها إستهلاك اسمي لقيمة العملة لا يقل عن 25٪؜، ولكن يتم تعريفها أيضًا على الأقل بنسبة 10٪ زيادة في معدل الاستهلاك. وبشكل عام يمكن تعريف أزمة العملة على أنها حالة عندما يدرك المشاركون في سوق الصرف أن سعر الصرف المرتبط على وشك الفشل، مما تسبب في توقعات ضد ربط سعر الصرف الذي يعجل بالفشل ويجبر على خفض القيمة أو تقديرها.

[بحاجة لمصدر]
وتشمل حالات الركود المنسوبة إلى أزمات العملة التضخم المفرط في جمهورية فايمار، والأزمة الاقتصادية لعام 1994 في المكسيك، والأزمة المالية الآسيوية لعام 1997 ، والأزمة المالية الروسية لعام 1998 ، والأزمة الاقتصادية الأرجنتينية (1999-2002) ، وأزمة العملة في فنزويلا وتركيا عام 2016 وما يقابلهما من انهيار اجتماعي واقتصادي.

## نظريات
أحدثت أزمات العملة وأزمات الديون السيادية على نحو وتيرة متزايدة منذ أزمة ديون أمريكا اللاتينية في ثمانينات القرن العشرين قدرا هائلا من البحوث. ولقد كانت هناك عدة «أجيال» من نماذج أزمات العملة.

### الجيل الاول
وقد بدأ «الجيل الأول» من نماذج أزمات العملة بتكييف بول كروغمان لنموذج ستيفن سالانت وديل هندرسون لهجمات المضاربة في سوق الذهب. ويزعم كروجمان في مقاله أن هجوم المضاربة المفاجئ على سعر صرف ثابت، وبالرغم أن هذا يبدو وكأنه تغير غير عقلاني في التوقعات فإنه قد يكون ناتجاً عن سلوك عقلاني من قِبَل المستثمرين. ويحدث هذا إذا توقع المستثمرون أن الحكومة تعاني من عجز مفرط، الأمر الذي يؤدي إلى تفتقر إلى الأصول السائلة أو العملة الأجنبية «الأصعب» التي تستطيع بيعها لدعم عملتها بسعر ثابت. فالمستثمرون على استعداد للاستمرار في الاحتفاظ بالعملة ما دام بوسعهم أن يتوقعوا استمرار سعر الصرف ثابتاً، ولكنهم يفرون جميعهم من العملة عندما يتوقعون أن يكون الربط على وشك الانتهاء.

### الجيل الثاني
يبدأ «الجيل الثاني» من نماذج أزمات العملة بورقة أوبستفيلد Obstfeld في عام 1986  تؤدي الشكوك في هذه النماذج حول ما إذا كانت الحكومة مستعدة للحفاظ على ربط سعر الصرف لديها إلى توازنات متعددة، مما يشير إلى إمكانية تحقيق النبوءات الذاتية. وتحديدًا يتوقع المستثمرون التزاماً مشروطاً من قِبَل الحكومة وإذا ساءت الأمور بالقدر الكافي، فلن يتم الحفاظ على الربط. على سبيل المثال، عانت المملكة المتحدة من انكماش اقتصادي تمامًا مثلما كانت ألمانيا مزدهرة بسبب إعادة التوحيد وكان ذلك في أزمة آليه سعر الصرف عام 1992. ونتيجة لهذا، عمل البنك المركزي الألماني على زيادة أسعار الفائدة لإبطاء التوسع. ولكي تحافظ على ربط عملتها بألمانيا، كان من الضروري أن يعمل بنك إنجلترا على إبطاء اقتصاد المملكة المتحدة من خلال زيادة أسعار الفائدة أيضاً. وبما أن المملكة المتحدة كانت تعاني بالفعل من الانحدار، فإن زيادة أسعار الفائدة كانت لتزيد من معدلات البطالة، وتوقع المستثمرون أن الساسة في المملكة المتحدة غير مستعدين للحفاظ على الربط. ونتيجة ذلك، هاجم المستثمرون العملة وتركت المملكة المتحدة ربط عملتها بالدولار.

### الجيل الثالث
لقد استكشفت نماذج «الجيل الثالث» من أزمات العملة كيف تتفاعل المشاكل في النظام المصرفي والمالي يتفاعل مع أزمات العملة، وكيف قد تخلف الأزمات تأثيرات حقيقية على بقية الاقتصاد.
وقد اقترح ماكينون وبِل عام 1996، وكروجمان وكورستى، وبيسنتي، وروبيني في عام 1998، أن «الإفراط في الاقتراض» من قبل البنوك لتمويل الإقراض الأخلاقي هو شكل من أشكال الديون الحكومية الخفية (إلى الحد الذي قد تتمكن الحكومات من إنقاذ البنوك المُفلسة).
فقد اقترح كلا من رادليت وساكس أن حالات الذعر التي تصيب الوسطاء الماليين ذاتية التحقق، تفرض تصفية الأصول طويلة الأجل، والتي «تؤكد» حالات الذعر.
ويناقش كلا من تشانج وفيلاسكو في عام 2000 أن أزمة العملة قد تؤدي إلى أزمة مصرفية إذا كانت البنوك المحلية لديها ديون بالعملة الأجنبية.
ويجادل بورنسايد وآيكنبوم وريبيلو عام (2001 و 2004) إن ضمان الحكومة للنظام المصرفي قد يعطي البنوك الحافز لتولي الديون الخارجية، مما يجعل كل من العملة والنظام المصرفي عرضة للهجوم.
واقترح كروجمان عاملين آخرين في عام 1999  لمحاولة تفسير الأزمة المالية الآسيوية: (1) تؤثر الميزانيات العمومية للشركات على قدرتها على الإنفاق، (2) تؤثر تدفقات رأس المال على سعر الصرف الحقيقي.(اقترح نموذجه على أنه «مرشح آخر لنمذجه الجيل الثالث من الأزمات» (ص 32). ولكن النظام المصرفي لا يلعب دوراً مهما في نموذجه. ولقد أدى نموذجه إلى فرض وصفة سياسية: فرض حظر التجول على هروب رؤوس الأموال الذي نفذته ماليزيا أثناءالأزمة المالية الآسيوية.

## أزمة منطقة اليورو كأزمة ميزان المدفوعات
وفقًا لبعض خبراء الاقتصاد، كانت أزمة منطقة اليورو في واقع الأمر أزمة في ميزان المدفوعات أو على الأقل كان بوسعنا أن نفكر فيها بعتبارها أزمة مالية. ووفقًا لهذا الرأي، فإن طفرة تدفقات رأس المال الخاصة حدثت أثناء سنوات الرواج التي سبقت هذه الأزمة إلى بلدان جنوب أوروبا أو في محيط منطقة اليورو، بما في ذلك إسبانيا وأيرلندا واليونان؛ وقد مولت هذا التدفقات الهائلة تجاوزات الإنفاق الضخمة على الدخل أي الفقاعات في القطاع الخاص أو القطاع العام أو كليهما. ثم بعد الأزمة المالية العالمية في 2007-2008 . جاء ذلك في نهاية مفاجئة لتدفقات رأس المال التي أدت في بعض الحالات إلى انعكاس الإتجاه بالكامل، أي هروب لرأس المال.
وقد تجادل آخرون كبعض أتباع مدرسة نظرية النقد الحديثة بإن المنطقة التي تمتلك عملتها الخاصة لا تستطيع أن تواجه أزمة في ميزان المدفوعات بسبب وجود آلية، أو نظام، وهذا من شأنه أن يضمن قدرة بلدان منطقة اليورو على تمويل عجز حساباتها الجارية  ولا يدعي هؤلاء المؤلفون أن الخلل في توازن الحساب الجاري في منطقة اليورو غير ذي صلة ولكن ببساطة أن اتحاد العملة من غير الممكن أن يعاني من أزمة ميزان المدفوعات اللائقة. وقد ادعى بعض المؤلفين الذين يعالجون الأزمة من منظور (نظرية النقد الحديثة) بإن المؤلفين الذين يشيرون إلى الأزمة باعتبارها «أزمة ميزان المدفوعات» يغيرون معنى المصطلح.